# 西虢国
西虢国，周朝姬姓诸侯国，始封君是王季的第三子、周文王的同母弟虢叔。为别于周文王的异母弟虢仲所封的东虢国，称西虢。西虢国是周代重要的封国，历代君主多在周天子手下担任重要职位。
西虢国的国都最初为虢（今陕西省宝鸡市陈仓区虢镇），后因规避犬戎等游牧民族的袭扰迁至山西省平陆县东北和河南省三门峡市之间，地跨黄河两岸。上阳（今河南省陕县东南李家窑遗址）为国都，称南虢；下阳（又称夏阳、大阳，今山西省平陆县东北盘南村遗址）为重要城邑，称北虢；原西虢故地存有一小虢国。由于西虢君主奉行追随周王室的政策，平王东迁后周王室的衰落以及虢国君主听命于周天子，屡次干涉晋国内政，直接影响到了南、北虢国的国力。晋国旁族曲沃（今山西省闻喜县东）一支崛起后，南、北虢国于前655年被晋献公所灭。

## 国名含义
虢字是由甲骨文和金文中双手奋力搏击或持械攻击虎形成的会意兼形声字。虢仲、虢叔成长在多猛虎的岐山，形成虢族，其封地为虢。后虢叔被分封于此，以封地为国号，称作虢国。此外，也有虢国的国名来源于职事、城虢以及以虎为族徽的观点。
金文中西虢国也被称为城虢或郑（奠）虢，城虢仲簋和郑虢仲簋均出土于陕西省凤翔县即可证明，但也存在城虢和郑（奠）虢是东虢国的争议。
古代虢与郭字通用，虢国被晋国灭亡后，虢国人以郭为氏，成为郭姓和虢姓的来源之一。

## 历史

### 虢叔受封
西虢国的始封君是王季的第三子、周文王的同母弟虢叔。虢叔与周文王的异母弟虢仲都担任周文王的卿士，辅佐文王立有大功。周文王执政时与二人关系密切，遇事多向他们咨询意见。武王克殷后，大规模分封同姓诸侯。出于为安抚四方诸侯、保卫西周王畿领土的安全以及便于周王室向东扩展领土的需要，虢仲被封于制（今河南省荥阳市汜水镇），虢叔被封于虢，二人分别把守西周的东西屏障虎牢关和大散关。而虢叔作为周武王、周公旦的老师，比虢仲更加受到周王室的器重。
由于先秦文献和考古资料缺乏东、西二虢建国的记载以及史料注释的矛盾，后代学者对于东、西二虢的始封君存在争议。一种观点认为虢叔受封于西虢，虢仲受封于东虢，这种观点目前得到学术界的大多认可；另一种观点认为虢叔受封于东虢，虢仲受封于西虢。
虢叔虽然早逝，但他的后代却在周成王时期担任要职。《逸周书·王会篇》记载郭叔在周成王朝见各诸侯、方国的诸侯之会上位于堂下的东面，替天子登录礼品，所佩戴的冠冕上无垂珠。

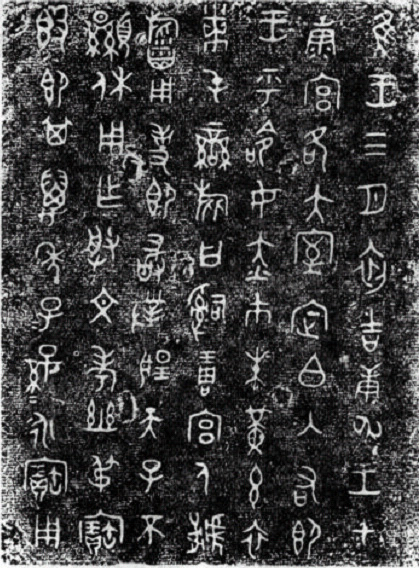
即簋铭文拓片 即簋于1974年出土于陕西省扶风县强家村

### 金文中的虢国氏族
自周成王之后文献资料缺乏西虢国事迹和人物的记载，但青铜器的金文提供了虢国人物的信息。《班簋铭文》记载有周天子命毛伯代替虢城公的职位。郭沫若根据清代梁诗正的《西清古鉴》一书认为虢城公为西虢国开国国君虢仲，名遣，在周成王时期担任师保一职。刘心源、杨树达、于省吾等学者认为班簋的器主“班”即《穆天子传》中周穆王的重臣毛班，虢城公应为周昭王、穆王时期人。
金文中记载的虢国人物有虢伯（白）、虢仲、虢叔、虢季四个氏族。朱凤瀚认为虢季氏出自西虢国，三门峡虢国墓地中出土有虢季氏的青铜器，可证明虢季氏与虢叔氏为同宗。任伟认为虢叔的后代有称虢仲的，可能是虢叔仲的简称。李学勤认为虢国君主历代在西周王朝任职，而东虢国为子爵或男爵的小国，所以任职的虢君均应属于西虢国。
虢季氏的虢季子白、虢文公，有争议为虢季氏家族的虢季易父、师、师望、即和师臾，以及虢叔氏家族的虢叔旅，他们大多在西周王室担任诸如卿士、师氏（辅政、守卫王宫以及教育国内贵族子弟）、宫人（管理周王宫的贵族）之类的要职，其中可能有的同时兼任西虢国君主。但由于缺乏文献记载以及对金文考证的争议，无法确切断定其世系。
此外，《今本竹书纪年》中记载周懿王二十一年，虢公率兵攻打犬戎失利。周夷王七年，虢公率军讨伐太原(今甘肃省平凉市附近）之戎至俞泉，获得马千匹。蔡运章认为这两位虢公分别是即和师臾，郭沫若认为周夷王时期伐太原之戎的虢公是虢季子白，但这两种观点都有待考证。

### 虢公长父时期
虢公长父又称虢厉公，主要活跃于周厉王时期，担任卿士之职。周厉王时期，曾为西周南方屏障的鄂国国君鄂侯驭方联合淮夷、东夷发动大规模的叛乱，叛军深入伊水、洛水流域的西周腹地。周厉王调集西六师和殷八师派虢公长父征讨，甚至下达了“勿遗寿幼”的命令，但未能取胜。多亏大臣武公派属下禹调动兵车百辆、甲士200、徒兵千人参与作战，最终击退联军，俘获鄂侯，灭亡鄂国。周厉王随后又与虢公长父亲自率兵征讨淮夷至角（今江苏省淮阴市南）、津（今江苏省宝应县南）、桐（今安徽省桐城市北）、遹（今安徽省霍邱县西南），终于平定了这次叛乱。这场战争自周厉王三年开始，至周厉王十三年仍未结束，旷日持久的战争极大的损耗了周王室的人力、物力和财力。为持续这场战争，周厉王任用荣夷公为卿士，实行专利政策压榨国人，最终激发了国人暴动。而虢公长父作为这场战争的参与者和引发国人暴动的祸首，也背上了嬖臣的恶名。

### 虢季子白和虢文公时期
虢季子白和虢文公都活跃于周宣王时期。虢季子白又称虢宣公。前823年，猃狁向西周发动大规模进攻，周宣王派尹吉甫击退猃狁后，又于前816年再次派虢季子白率军攻打猃狁。虢季子白在洛水北岸大败猃狁，斩首500人，俘获50人。虢季子白在班师回朝举行献俘礼时，又命属下不其率兵追击败退至洛水的猃狁，取得胜利。此战过后西周解除了猃狁之患，周宣王在太庙为虢季子白举行了隆重的庆典来表彰他的功绩，赏赐他马匹、弓箭、彤矢和斧钺并赐予其征讨蛮夷的权力，此事迹都记载于《虢季子白盘铭文》中。王国维考证《虢季子白盘铭文》与周宣王时的“十二年正月乙酉朔，三日得丁亥”相吻合，推断此盘铸造于周宣王时期；但郭沫若推断虢季子白盘铸造于周夷王时期。
虢文公在周宣王时期任卿士之职。周宣王在位时，不到千亩（今山西省介休市南）举行藉礼，虢文公曾劝谏周宣王，宣王不听。藉礼原是村社中每逢某种农业劳动开始前，由首领带头举行仪式，耕种集体所有的藉田，具有鼓励集体耕作的作用。西周时期，原本属于集体所有的藉田，即公田变为天子、诸侯以及贵族私有，藉礼也成为在春耕、耨耘、收获时，天子、公卿百官举行仪式，监督和巡查庶人耕种、无偿占有庶人劳动成果的一种活动。有观点认为，井田制在周宣王时期已经遭到严重的破坏，公田被大量私有化，周宣王承认了既定事实，相关的藉礼也被取消。

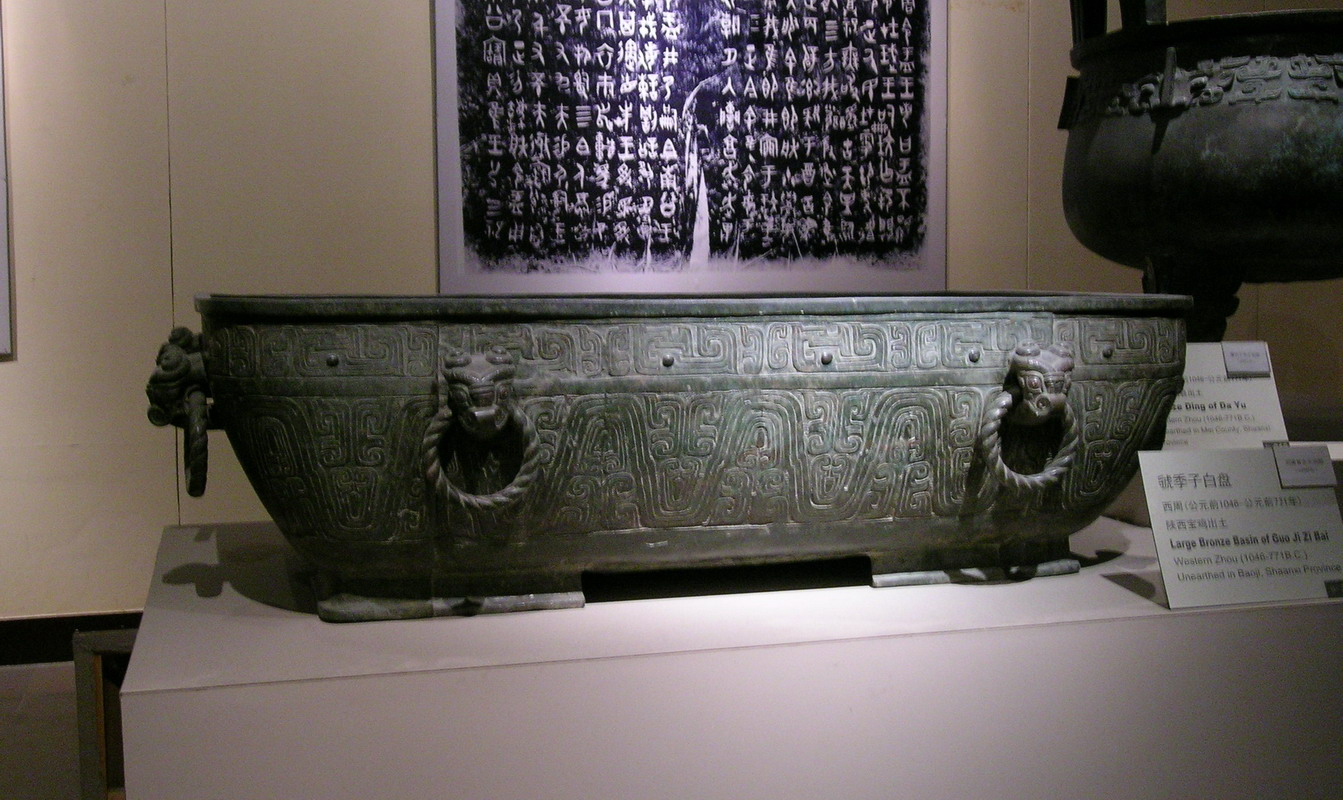
虢季子白盘 周宣王时期青铜器，一说为周夷王时期，现藏于中国国家博物馆

### 谗谀巧从的虢石父
虢石父又称虢公鼓，《季嬴铜鬲铭文》作虢硕父，主要活跃于周幽王时期。虢石父为人善于阿谀奉承并且贪图财利，周幽王重用虢石父为卿士，国人都怨声载道。虢石父又帮助周幽王废申后和太子宜臼，改立褒姒之子伯服为太子，这激怒了申后之父申侯。前771年，申侯联合犬戎及缯国杀周幽王与伯服于骊山之下，西周灭亡。西周的灭亡与虢石父的辅政不当有直接的责任，但据《今本竹书纪年》记载，前775年，虢石父攻灭了位于三门峡市的焦国，占据了它的城邑、封地和百姓，为虢国拓展了发展空间。

### 拥立携王的虢公翰
虢石父之后的虢国君主是虢公翰，梁玉绳认为他可能为虢石父之子。周幽王死后，申侯、缯侯及许文公在申国拥立原来被废的宜臼为周天子，即周平王。而虢公翰则在携拥立周宣王之子余臣为周天子，即携王，形成二王并立的局面。直到前750年，晋文侯攻杀携王，才结束了二王并立的局面。关于携王被拥立的细节，史料多有矛盾不同之处。虢公翰在不合时宜之时违背宗法制度拥立携王，使周朝统治集团内部矛盾公开化、尖锐化，恶化了周朝的统治形势，也加快了平王东迁的速度。

### 西虢东迁
西虢东迁后形成的南虢和北虢，地跨黄河两岸，南虢称上阳，北虢称下阳，两虢实为一国。但由于史料记载混乱，造成南虢和北虢之间存在许多争议，其中南虢有虢叔、虢仲封国、西虢东迁和北虢南迁多种观点；北虢又有虢仲封国、东虢分支、西虢东迁和虢城公分支多种观点。最早辨明南、北二虢为一国的是清代学者赵一清，他指出下阳并非虢国国都，只是虢国的重要城邑。王先谦指出陕县与大阳隔河对岸，所以有上阳、下阳之分，又有南虢、北虢的称呼。对于东迁后的西虢，应称其为上、下阳之虢；南、北之虢；平陆—陕县之虢或三门峡之虢。
关于西虢国东迁的原因，传统的观点认为是为规避犬戎等游牧民族的袭扰。而西虢东迁的时间，史学界有厉、宣之际、宣王或幽王时期和随平王东迁三种观点。持厉、宣之际西虢东迁的学者认为：1.三门峡虢国墓地最早的墓葬年代为宣、幽之际，而墓葬中出土的青铜器及陶器带有明显的西周晚期的特征，包括墓主去世前后不久铸造的明器，有的铜器对应年代甚至在宣王之前。2.王国维考证猃狁等游牧民族的东侵，在厉、宣之际是最为厉害的。3.厉、宣之际关中地区频发的旱灾、周王室统治重心向雒邑（今河南省洛阳市王城公园附近）转移以及对诸侯控制力减弱、西虢故地政治、经济、军事和自然环境的日益恶化都是西虢在厉、宣之际东迁的原因。
持宣王或幽王时期西虢东迁的学者认为：1.李丰通过对三门峡虢国墓地铜器的分期研究，认为西虢在虢文公时期东迁。2.雷学淇认为西虢东迁在周幽王时期虢人灭焦之后。
持西虢随平王东迁说的学者认为：1.《水经注·卷十八·渭水》引《太康地记》中明确记载了西虢国随周平王东迁。2.西周分封诸侯的目的在于“封建亲戚，以藩屏周”，西虢国的封地是抵御西部少数民族入侵的重要屏障，周天子是不会允许西虢国在周王室东迁之前迁移的。3.周宣王时期多次击退游牧民族的进攻，缔造了宣王中兴，西虢国未受威胁到非东迁不可的地步。4.俞伟超认为三门峡虢国墓地所出土的文物“形态变化不大，可见时代是很接近的”，其南的李家窑遗址文化层堆积不厚，可见延续的时间也不长，墓地和遗址所出土的器物和陶片“皆属一般所推定的两周之际的东西”，与古籍所记载的西虢随平王东迁的史实相符。5.李学勤认为“如果不能在三门峡虢国墓地中找到确切属于西周的墓葬，还是要承认西虢随平王东迁的记载”。
西虢国东迁后，在故地存有支庶一族的小虢国，前687年被秦武公所灭。

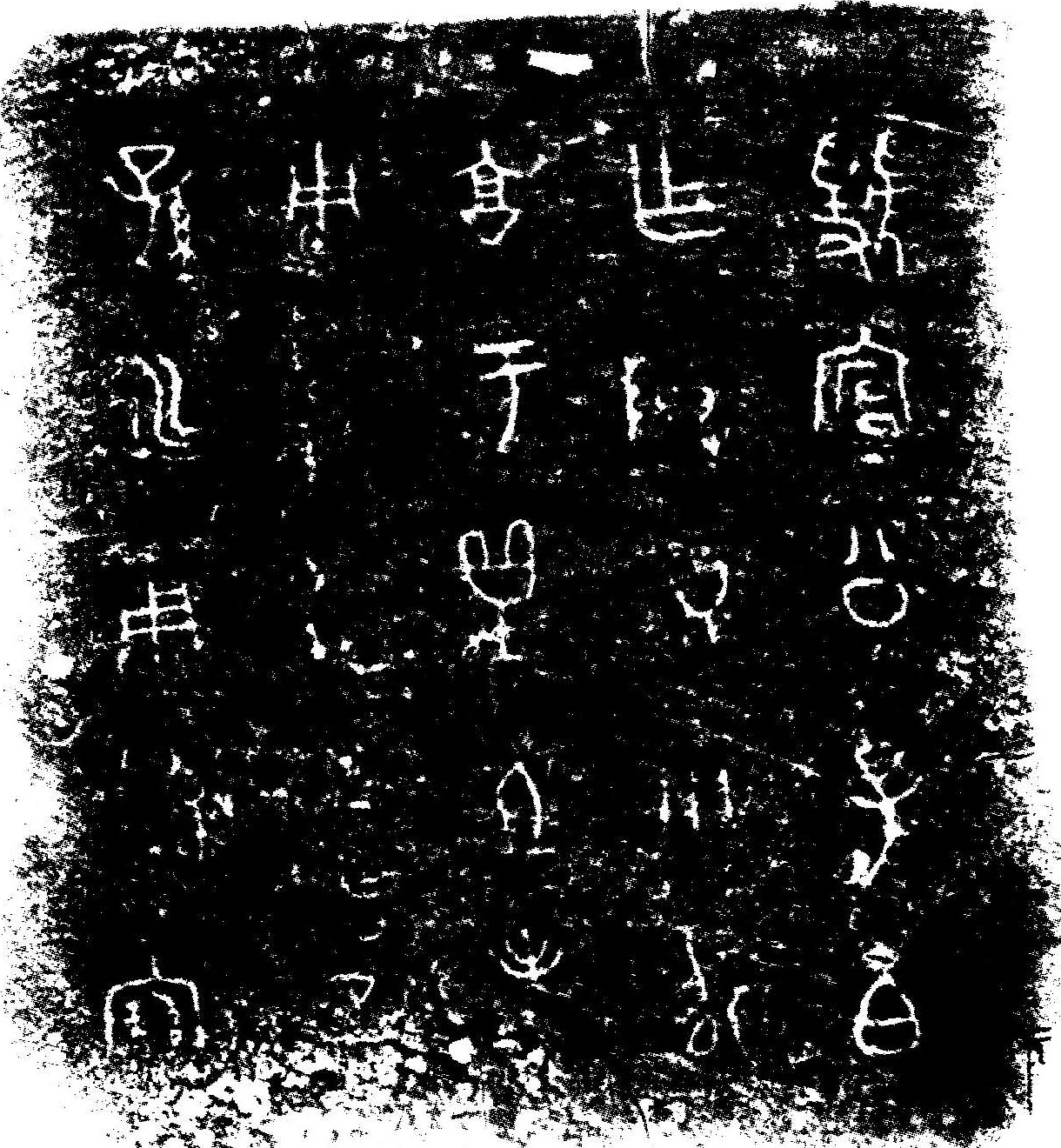
虢宣公子白鼎铭文拓片 虢宣公子白鼎，周宣王时期青铜器，一说为周夷王时期，现藏于北京颐和园管理处

### 中兴之主虢公忌父
平王东迁后，因先前虢石父和虢公翰的所作所为，使周平王失去了对虢国君主的信任，取而代之的是帮助平王东迁立有大功的郑国国君。郑武公、郑庄公两代国君在周平王时期都担任卿士的职务。前767年，郑武公攻灭了位于河南省荥阳市的东虢国。郑庄公时期，他的过分专权引起了周平王的不满。前722年，郑国国内发生共叔段之乱，共叔段战败后他的儿子公孙滑逃到卫国。卫国率军攻打郑国，夺取了廪延（今河南省延津县北），郑庄公竟然调用周天子和虢国的军队攻打卫国南方边境。趁郑国内乱，时任虢国君主的虢公忌父积极参与王政，得到了周平王的信任。前720年，周平王为限制郑庄公的权力，想将郑庄公的权力分与虢公忌父，却遭到了郑庄公的强烈抵制，由此发生了周郑交质事件。周平王去世后，与郑庄公不睦的周桓王准备将王室政务交给虢公忌父掌管，结果激怒了郑庄公。郑庄公命祭足率军队割取了温地（今河南省温县）的麦子和成周的禾，由此周郑两国交恶。经过多年的努力，虢公忌父于前715年终于被周桓王任命为右卿士。
前718年，晋鄂侯去世，曲沃庄伯趁机发兵攻打晋国国都翼（今山西省翼城县西）。周桓王命虢公忌父攻打曲沃庄伯，曲沃庄伯败逃回曲沃。晋国国人立晋鄂侯之子光继位，为晋哀侯。这是虢国国君首次奉周天子之命干涉晋国内政。

### 虢公林父时的国力再衰
虢公忌父死后，虢公林父继位。前707年，周桓王完全剥夺了郑庄公主政的权利，郑庄公于是不再朝见周天子。周桓王怒于郑庄公的无礼，于同年秋联合诸侯讨伐郑国。周桓王亲自统帅中军，虢公林父统帅右军及蔡、卫两国军队，周公黑肩统帅左军及陈国军队。而郑国方面，郑庄公采纳子元的建议，使用鱼丽之阵，由曼伯指挥右方阵，祭足指挥左方阵，原繁、高渠弥带领中军护卫郑庄公，双方大战于繻葛（今河南省长葛市东北）。郑军猛攻侧翼的陈、蔡、卫的军队，诸侯联军不敌败逃，继而引发周军的混乱。郑庄公命两翼部队合攻周军，周军大败，周桓王也被郑将祝聃的箭射中肩膀。繻葛之战的失利标志着周天子天下共主地位的丧失，而周桓王不得不借助虢国的力量施行天子的余威，干涉其他诸侯国内政。
前705年冬，晋国再次爆发内乱，曲沃武公诱杀晋小子侯。次年冬，周桓王派虢公林父讨伐曲沃武公，曲沃武公败退回曲沃，周桓王立晋哀侯之弟晋侯缗为晋国君主。前703年，虢公林父再次联合芮、梁、荀、贾四国讨伐曲沃武公。
虢公林父曾在周桓王面前说大夫詹父的坏话，但周桓王没有相信。前702年，詹父率领王师讨伐虢公林父。同年夏，虢公林父被迫出奔至虞国，此后事迹不详。

### 亡国之君虢公丑
虢公林父之后在位的是虢国末代国君虢公丑。虢公丑在政治上重神轻民、残暴昏庸，拜丹朱神请土和夜梦蓐收是两个典型事例；军事上他兴师动众、滥用武力，在位期间数次发动对外战争。前673年，郑厉公联合虢公丑，帮助周惠王平定了王子颓之乱。前664年，虢公醜奉周惠王之命讨伐樊国，将前年背叛周惠王的樊仲皮押解至京师。前660年，虢公醜在渭汭（今陕西省华县渭河入河口地带）击败犬戎。前658年，虢公醜又在桑田（今河南省灵宝市境内）击败戎族。而虢国与邻国晋国的关系长期不睦是导致虢国灭亡最重要的原因。
前679年，曲沃武公攻灭晋侯缗，又用宝器贿赂周僖王，周僖王遂承认曲沃一支代替晋国国君成为诸侯，曲沃武公正式更名为晋武公，而此前屡次兴兵讨伐曲沃一支的虢国国君又转而支持晋武公。晋献公继位后，为彻底解决国内君位隐患，采纳士蔿的建议，唆使诸公子诛灭游氏家族，然后将他们集中起来筑城居住，最后派兵全部诛杀。侥幸逃脱的公子出奔至虢国，在他们的教唆下，虢公醜于前668年两次派兵攻打晋国，但未能取胜。晋献公在完全解除国内隐患后，决定灭亡虢国。前658年，晋献公派大夫荀息用屈地（山西省吉县东北）出产的马和垂棘出产的璧玉贿赂虞国国君，向虞国借道攻打虢国。虞公贪图晋国的宝物，不顾宫之奇的劝谏，率军回合晋国里克、荀息的军队，攻取了虢国的重镇下阳，随后命瑕父、吕饴甥驻扎于此。而虢公醜不顾亡国的威胁，反而兴兵攻打桑田的戎族。前655年，晋献公再次使用假道伐虢之计，向虞国借道。宫之奇以唇亡齿寒的道理劝谏虞公，虞公不听。同年冬，晋军会和虞师夺取上阳，攻灭虢国，虢公醜出奔至东周京师。历经四百多年的虢国彻底退出了历史的舞台。晋国又以驻军为名，趁机攻灭了虞国。梁玉绳认为，晋献公攻灭虢国之后，将土地赐予晋惠公之舅虢射作为食邑。虢射本为允姓，后因食邑于虢而以虢为氏。

### 后续
虢国被晋国灭亡后，虢公丑出奔京师，又辗转来到苏国，最后客死于此。为了防范虢、虞两国遗民反抗，晋国将他们迁往山西省汾阳市阳城乡一带，强迫其筑城居住。这一支迁徙的虢族遗民，后来发展成为郭姓大族。

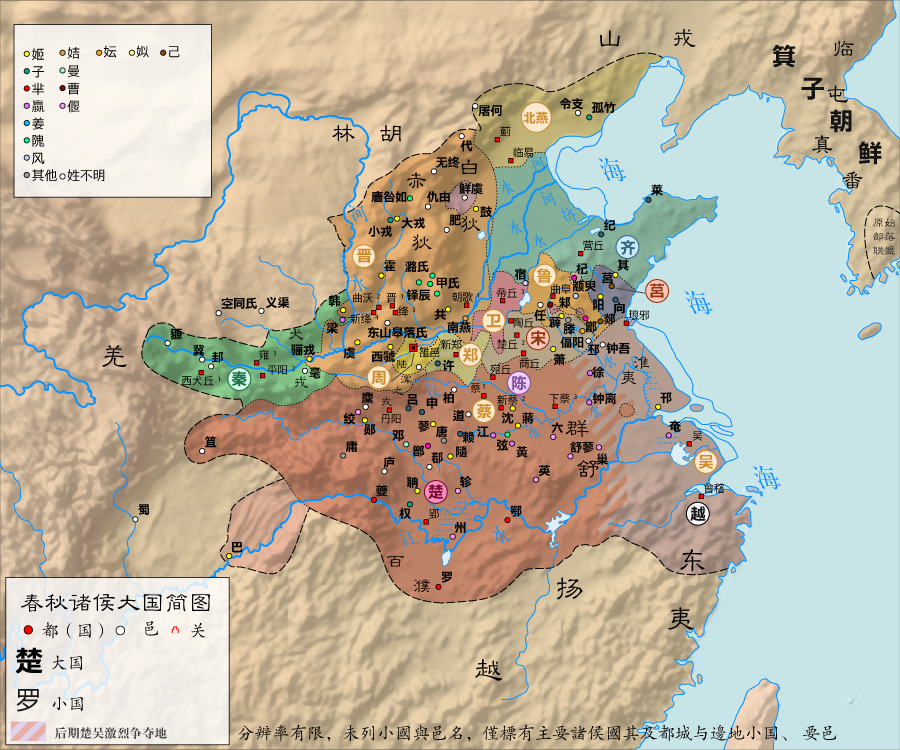
春秋时期诸侯大国简图 其中标注的西虢即东迁后的南、北虢国

## 疆域
西虢国的疆域大体位于今陕西省宝鸡市陈仓区、岐山县、扶风县、凤翔县境内。《汉书·地理志》中记载右扶风有虢县（今陕西省宝鸡市陈仓区虢镇），雍城（今陕西省凤翔县南）也位于西虢境内，而西虢国的始封地就在今宝鸡市陈仓区虢镇。除文献记载外，清道光年间虢季子白盘出土于宝鸡县虢川司、1974年师鼎、师望鼎、即簋、师臾钟诸器出土于今扶风县强家村、1975年公臣簋诸器出土于今岐山县董家村、1991年虢仲鬲出土于今岐山县京当乡，以上足以证明。
西虢东迁后的南、北虢国的疆域，可以根据史料的记载推断出大致的范围。南、北虢国的边界东起河南省渑池县。前763年，虢公丑为周惠王在玤建造行宫。周惠王感激虢公丑，便赏赐他酒泉的土地。玤和酒泉均位于渑池县境内；《后汉书》又记载：陆浑西有虢略地，略为经略土地之意。陆浑西的虢略位于河南省嵩县西北，但这一地区远离虢国国都，期间又有崤山之险，虢国军队只是在此作战，并非长期占领。
南、北虢国的边界西到今河南省灵宝市、陕西省华县、潼关一带。前658年，虢公丑在桑田击败戎族，桑田位于灵宝市境内。《左传·僖公十五年》又记载（晋惠公）赂秦伯以河外列城五，东尽虢略。河外指黄河在潼关由南北流向转为东西流向后的黄河以南地区，在古代属于灵宝县。前660年，虢公醜在渭汭击败犬戎，渭汭即渭河在陕西省华县的入河口地带。这次战争由于犬戎入侵渭汭而引起，说明虢国的西部边境在陕西省华县、潼关一带。
南、北虢国的南界至今河南省卢氏县。史料记载与虢国有密切关系的虢山、虢台、虢台庙都位于卢氏县。南、北虢国的边界北跨越黄河，到达今山西省平陆县一带，又称下阳或北虢，是南、北虢国的重要城邑。南、北虢国东西跨度约200公里、南北长约100公里，按疆域来划分属于诸侯国中的中上等国家。

## 经济
三门峡地区自古以来是东、西交通的咽喉要道，武王克殷后，这里又成为连接关东和关西两大经济区的枢纽。西虢国东迁后形成的南、北虢国很好的利用了这一地利优势来发展经济。

### 农业
农业生产的进步首先表现在农业生产工具的改进，西周至春秋时期常用的农具如铲、锛、斧等，在南、北虢国都有发现。李家窑虢国铸铜作坊遗址曾出土过一批铲范。三门峡虢国墓地出土有铜臿、铜锛、铜斧和铜削等，特别是M2009号虢仲墓出土的铜柄铁削和铜銎铁锛，都是由陨铁制成。这些生产工具的出现和使用，大大的提高了生产效率，促进了农业生产的发展。
在长期的农业生产中，虢国人对农业知识也有了深刻的认识，表现在对垦耕时节及技术的总结。虢文公劝周宣王行藉礼的时候，向周宣王指出立春前后土壤、气候的变化以及对春耕的把握，都是虢国人长期在农业生产活动中的总结。
此外，位于南、北虢国都城的李家窑遗址发现了窖穴式粮仓21座，面积达130平方米。三门峡虢国墓地还发现了大量的狩猎工具，以骨镞、铜镞为主，以及青铜鱼和马、狗等牲畜遗骨，反映了南、北虢国的农业、狩猎业、渔业和畜牧业都非常发达。

### 手工业
随着农业水平的提高，虢国的手工业也得到了明显的发展。三门峡虢国墓地出土了大量的手工业生产工具，包括铜斧、锛、凿、钻、刻刀、三棱刮刀、锥等，特别是铁锛等铁制工具的出现，反映了虢国手工业的进步。冶铁业、青铜制造业、玉器制造业、制陶业、骨器加工业、漆器制造业、黄金冶炼业、丝织业、麻纺织业以及造车业都在虢国得到了长足的发展。

## 军事
虢国崇尚武勇，从西周及春秋时期虢国频繁地参与战争即可证明，而三门峡虢国墓地出土的大量军事装备展示了虢国的军事水平。
西周及春秋时期车阵战是战争的主要形式，战车是军队的核心装备。虢国拥有发达的造车技术，三门峡虢国墓地先后发现车马坑8座，出土的战车的辕、轮、箱、轴等为木质结构，各部位靠胶、筋、漆、革、凿、柄连接在一起，战车上配有青铜配件和装饰。由于造车技术复杂，需要木工、漆工、革工、青铜工等多种手工业者的合作，而战车的制造者和设计者必须具备一定的数学、力学和几何知识。
西周晚期人工冶铁技术处于起步阶段，而在M2001号虢季墓出土的虢季氏玉茎铜柄铁剑和M2009号虢仲墓出土的铜内铁援戈、铜骹铁叶矛，证明了虢国人已经掌握了先进的冶铁和铸造技术。其中虢季氏玉茎铜柄铁剑被确认是目前中国最早的人工冶铁实物，被誉为“中华第一剑”。
西周时期的铠甲是把铜片甲或甲泡连缀在衬之上，穿着于前身。三门峡虢国墓地出土的铠甲不但有以铜甲泡为主体结构的铠甲，还有以蚌甲泡为主体结构的铠甲；不仅有人体铠甲，还有马匹铠甲。1991年，在M2009号虢仲墓又出土了皮马夹和盾牌，这些都是属于防护性的军事装备。

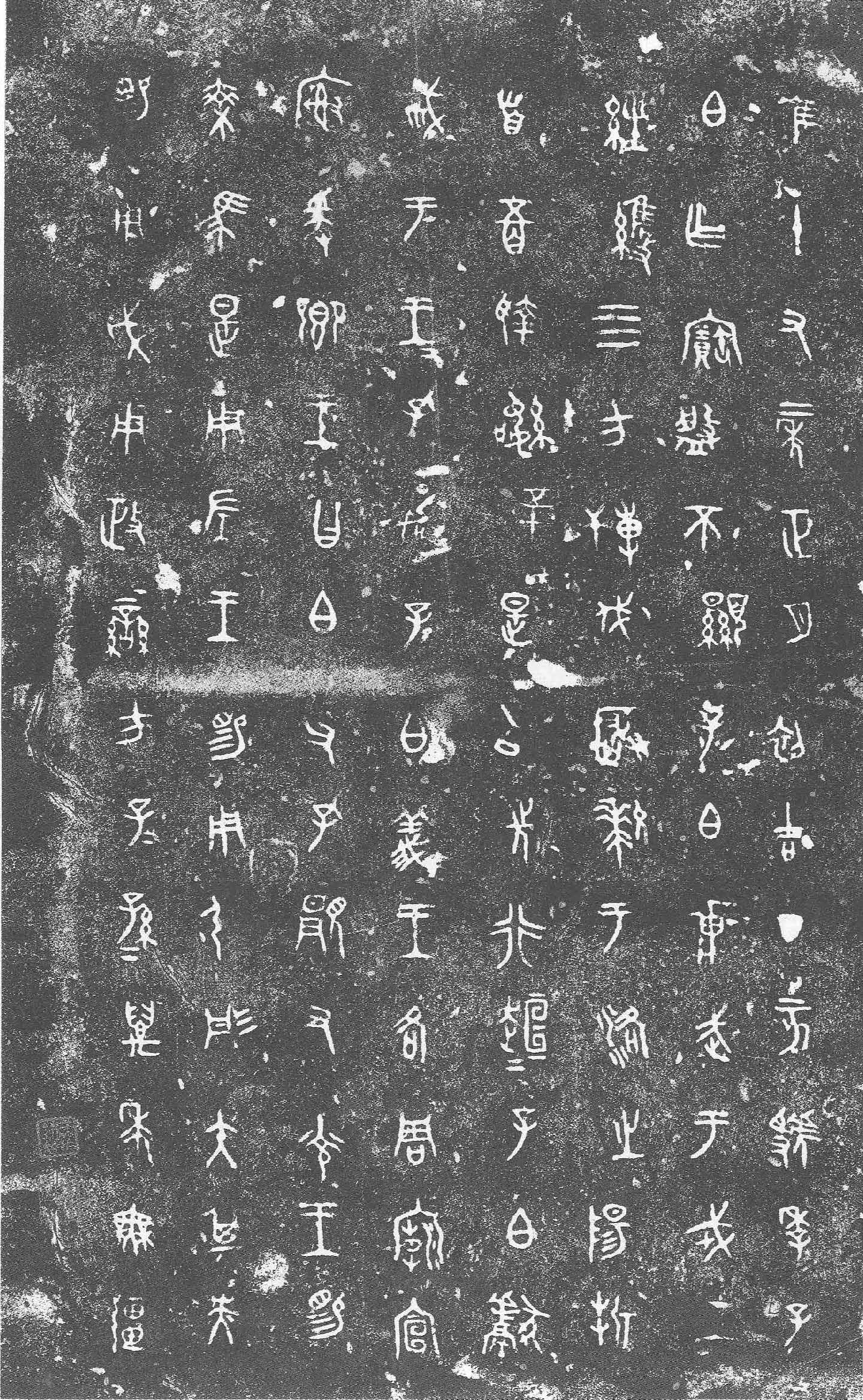
虢季子白盘铭文拓片

## 文化

### 青铜文化
三门峡虢国墓地出土有大量的青铜器，不仅数量巨大，而且品种齐全，按照用途可分为生产工具、兵器、饪食器、酒器、水器、乐器、车器、马器、棺器和其他器物等七类。生产工具包括斧、锛、凿、钻、刻刀、三棱刮刀、锥等；兵器包括戈、矛、剑、镞、盾钖等；饪食器包括鼎、鬲、甗、簋、簠、豆、盨等；酒器包括壶、尊、盉、爵、觯、方彝等；水器包括盘、匜、罐等；乐器包括编钟、钲等；车器包括辖、銮铃、轭饰等；马器包括衔、镳、兽面纹铃、节约、络饰、带扣、小腰、环、游环等；棺器包括棺环、小铃、青铜鱼、双龙纹圆形饰、翣残片等；其他器物包括镜、小罐等。铸造工艺均采用当时先进的浑铸法和分铸法，这些青铜器涉及政治、经济、军事、宗教、文化等方方面面，是虢国文化的重要组成部分。

### 玉文化
除青铜器外，三门峡虢国墓地还出土有大量的玉器，根据用途可分为礼器、佩饰、殓玉、棺饰、用具和其他饰件等六类。礼器包括璧、琮、圭、璋、璜、琥、戚、戈等；佩饰分为组佩饰和单体佩饰；殓玉包括瞑目缀玉、手握玉、口琀玉、脚趾夹玉、踏玉等；用具包括韘、觽、刀、匕等；其他饰件包括兽形饰、兽首形饰、小环、玉管、柄形器等。根据材料可分为软玉（包括青玉、白玉、青白玉、黄玉、碧玉等）、岫玉、碧石、绿松石、玛瑙等。其中在M2001号虢季墓出土的虢季氏缀玉面罩和虢季氏玉佩组饰拥有极高的价值。玉器被广泛的用于虢国的祭祀、丧葬和装饰等领域，而用玉的多少、佩戴的复杂程度以及长短成为区别贵族身份的标志。

### 书法
三门峡虢国墓地出土的文物中带有铭文的共84件，约2000余字；玉片10个，共25字，从字体来划分均属于大篆。青铜器的金文用笔圆润匀称，笔划粗细基本一致，体现了西周晚期的字体特点。其中在M2009号虢仲墓出土的玉遣册，“南中”二字由毛笔墨书，填补了西周无大篆真迹的空白。

### 音乐
在M2001号虢季墓出土的虢季编钟，由8件甬钟构成，从造型、纹饰、铭文到音乐性能，典型的体现了西周中晚期编钟的风格。经专家测定，虢季编钟能构成相当准确的“宫、角、徵、羽”音列。而在M2009号虢仲墓出土的两套编钟，一套为8件甬钟，一套为8件纽钟，是目前中国出土年代最早的两套编钟。

## 外交

### 与周王室的关系
虢国君主与周王室的关系极为密切，虢国的历代君主大多在周天子手下担任要职，其中有担任卿士的虢叔、虢公长父、虢文公、虢石父、虢公忌父和虢公林父；虢季氏家族担任师氏、宫人等。虢国君主辅佐周天子执政、抵御外敌侵扰、平定国内叛乱，对周王室的政权巩固和发展做出了极大的贡献，而平王东迁后周王室的衰落也对紧密追随周天子的虢国产生了负面影响。

### 与晋国的关系
南、北虢国与晋国不但同为姬姓诸侯，又同为邻国，但两国长期不睦。主要在于南、北虢国君主屡次奉行周天子之意，干涉曲沃代翼。肇自晋君晋昭侯将曲沃封于其叔成师后，七十年間便開始了曲沃小宗与晋国大宗對君位的爭奪，而虢公忌父、虢公林父和虢公丑三代君主奉周天子之命屡次率军讨伐曲沃。曲沃代翼后，晋国在曲沃系君主晋武公、晋献公的统治下迅速强大，而长期不睦的虢晉邦交，为虢国的灭亡埋下了伏笔。

### 与其他诸侯国的关系
虢国与其他诸侯国的关系主要表现在通婚上。虢国君主和贵族严格遵守同姓不婚的原则，主要与己姓的苏国、姞姓的噩国、姜姓的齐国、嬴姓的梁国通婚，这在三门峡虢国墓地中出土的青铜器的金文上都有记载。

### 与游牧民族的关系
虢国与许多游牧民族长期处于敌对关系，例如淮夷、犬戎、猃狁等，而西虢东迁的主要原因就是为了规避犬戎等游牧民族的袭扰，长期与游牧民族的交战也损害了虢国的国力。

## 遗址及墓葬

### 都城遗址
南、北虢国都城上阳所在地李家窑遗址位于河南省三门峡市湖滨区涧河北岸的台地上，东西长1500米，南北宽350米，面积52万平方米，由城垣、城壕、宫城、宫殿以及制骨、制陶、铸铜作坊和粮仓等组成。1956年，三门峡虢国墓地被发现后，考古队多次调查陕县至平陆一带，共发现三处与三门峡虢国墓地同时代的遗址：位于陕县东南4.5公里的李家窑遗址、三门峡虢国墓地以北的上村岭遗址和平陆县东北3.5公里的盘南村遗址，其中李家窑遗址被推断为最有可能是虢国都城上阳的所在地。但由于未能发掘宫殿、城墙等标志性建筑遗址，学术界对于此观点存在争议。2000年，河南省文物考古研究所会同三门峡市文物工作队再次对李家窑遗址进行发掘，发现了城垣、城壕、宫城、宫殿等建筑遗址，确认了李家窑遗址所在地为南、北虢国国都上阳。1963年6月，李家窑遗址被河南省人民委员会列为第一批省级重点文物保护单位。

### 墓葬
三门峡虢国墓地位于河南省三门峡市北上村岭一带，南北长590米，东西宽550米，占地32.45万平方米。从1956年发现至今，该墓地先后经过五次钻探、两次大规模发掘，探明各类遗址800余处，已发掘清理了250多座墓葬、7座车马坑和3座马坑，出土文物近3万件。其中M2001号虢季墓和M2009号虢仲墓因其出土文物数量多、价值高和墓主人的级别高，分别被评为1990年、1991年“全国十大考古新发现”之一。
西周至春秋时期社会的基本单位是家族，三门峡虢国墓地最明显的特征就是聚族而居，墓地的墓葬严格遵守周礼中的列鼎制度和昭穆制度。列鼎制度是根据死者生前不同的社会地位，随葬不同数量的青铜礼乐器。分为九鼎的国君；七鼎的国君、太子；五鼎的国君夫人、卿大夫；三鼎的贵族夫人、士大夫；一、二鼎的贵族家族成员、破落贵族；无鼎的贵族家庭一般成员、已破产贵族。墓葬的分级是宗法制社会等级关系的现实体现。昭穆制度是根据血缘关系，按照左昭右穆的顺序对于墓葬进行排列。第一个葬于此墓的家长居最北部的中央，子辈为昭，居于家长南部的左边；孙辈为穆，居于家长南部的右边，以后各代依次序由北向南排列。由于子孙的繁衍，家族的墓葬逐渐形成三角形。此外在三门峡虢国墓地还发现了70多个祭祀坑，都是虢国贵族祭祀祖先留下的痕迹。三门峡虢国墓地的葬制反映了虢国贵族遵守西周的宗法制度、礼乐制度和家族制度。
三门峡虢国墓地是中国目前发现的唯一一座规模宏大、等级齐全、排列有序且保存完好的西周至春秋时期的邦国公墓。1996年12月，三门峡虢国墓地遗址被中华人民共和国国务院列为第四批全国重点文物保护单位。

## 君主列表
|          | 稱號     | 别称                                                                      | 氏   | 名       | 字   | 官职   | 出身与关系                       | 相关文物                | 备注                                                                   |
| -------- | -------- | ------------------------------------------------------------------------- | ---- | -------- | ---- | ------ | -------------------------------- | ----------------------- | ---------------------------------------------------------------------- |
| 1        | 虢叔     |                                                                           |      |          |      | 卿士   | 王季第三子 周文王同母弟 虢仲之弟 |                         | 西虢国与东虢国开国国君有争议，一说虢叔被封于东虢国，虢仲被封于西虢国。 |
| 2        | 郭叔     | 一作虢叔                                                                  |      |          |      |        |                                  |                         |                                                                        |
| 世系待考 |          |                                                                           |      |          |      |        |                                  |                         |                                                                        |
| 3        | 虢城公   |                                                                           |      | 一说名遣 |      | 师保   |                                  | 班簋                    | 一说虢城公为东虢国之君。                                               |
| 世系待考 |          |                                                                           |      |          |      |        |                                  |                         |                                                                        |
| 4        | 虢公长父 | 《墨子·卷一·所染》作虢厉公                                                | 虢仲 |          | 长父 | 卿士   |                                  | 虢仲盨 虢仲鬲 公臣簋    | 一说三门峡虢国墓地中M2009虢仲墓的墓主为虢公长父。                      |
| 5        | 虢宣公   | 虢季子白                                                                  | 虢季 | 子白     |      |        |                                  | 虢季子白盘 虢宣公子白鼎 | 一说虢季子白为虢宣公之子；虢季子白为虢文公。                           |
| 6        | 虢文公   |                                                                           | 虢季 |          |      | 卿士   |                                  | 虢季鼎 虢季盨           | 一说三门峡虢国墓地中M2001虢季墓的墓主为虢文公。                        |
| 7        | 虢石父   | 一作虢石甫 《吕氏春秋·卷二·仲春纪·当染》作虢公鼓 《季嬴铜鬲铭文》作虢硕父 |      | 鼓       | 石父 | 卿士   |                                  | 季嬴铜鬲 虢硕父铜簠     |                                                                        |
| 8        | 虢公翰   |                                                                           |      | 翰       |      |        | 一说为虢石父之子                 |                         |                                                                        |
| 9        | 虢公忌父 |                                                                           |      |          | 忌父 | 右卿士 |                                  |                         |                                                                        |
| 10       | 虢公林父 |                                                                           | 虢仲 |          | 林父 | 卿士   |                                  |                         |                                                                        |
| 11       | 虢公醜   |                                                                           | 虢叔 | 丑       |      |        |                                  |                         | 前655年被晋国所灭。                                                    |

## 其他人物
公子
- 虢太子元（《虢太子元徒戈》）

诸臣
- 虢宮父，字宮父（《虢宮父鬲》）
- 祝應，虢國太祝
- 史嚚，虢國太史
- 宋區
- 舟之僑，後奔晉

女性
- 虢妀魚母，蘇國之女，嫁虢國（《虢仲作虢妀鬲》）
- 虢𫲞妀，嫁虢國公室（《虢𫲞妀盤》）